# Либесман, Джонатан
Джонатан Либесман (англ. Jonathan Liebesman, род. 15 сентября 1976, Йоханнесбург, Южная Африка) — южноафриканский кинорежиссёр.

## Личная жизнь
Либесман родился в Йоханнесбурге (Южная Африка). Изучал кинопроизводство в AFDA и Нью-Йоркской школе искусств Тиш. В Тише он написал в соавторстве сценарий и режиссировал 8-минутный короткометражный фильм Рождение катастрофы — экранизацию рассказа Роальда Даля. Фильм был показан на многих фестивалях по всему миру и стал победителем в номинации лучший короткометражный фильм на кинофестивале в Остине в 2000 году. Либесман также в 2000 году на Голливудском кинофестивале получил премию «Молодой Голливуд» в номинации лучший режиссёр. Есть дочь Миранда Либесман ей сейчас 18 лет.

## Карьера в Голливуде
В 2002 году в возрасте 26 лет он снял свой первый полнометражный фильм Темнота наступает. Несмотря на то, что фильм в основном получил отрицательные рецензии, он стал номером 1 в американском кинопрокате. Фильм собрал более 32,5 миллионов $ в американском прокате и почти 15 миллионов по всему мире. Фильм был номинирован как лучший фильм ужасов/триллер на Teen Choice Awards в 2003 году. Эмма Колфилд, сыгравшая одну из главных ролей в фильме, получила премию журнала Cinescape (Genre Face of the Future) за лучшую женскую роль в том же году.
Следующим проектом Либесман стал срежиссированный и написанный в соавторстве с Эреном Крюгером 15-минутный короткометражный фильм Звонки, являющийся продолжением фильма Звонок и приквелом Звонка 2. Короткометражка получила высокую оценку со стороны поклонников полнометражных фильмов.
Из-за успеха фильма на Либесмана обратил внимание Майкл Бэй и его продюсерская компания Platinum Dunes, которая наняла его срежиссировать приквел Техасской резни бензопилой под названием Техасская резня бензопилой: Начало. Премьера фильма в США состоялась 5 октября 2006, в России — 30 ноября 2006. Фильм стал номером 2 в американском кинопрокате и собрал 51,764,406 миллионов $ по всему миру, 39,517,763 миллионов из которых приходится на США.
В 2007 году было объявлено, что Либесман будет режиссёром ремейка Пятницы, 13-й, однако в ноябре 2007 года режиссёр ремейка Техасской резни бензопилой 2003 года Маркус Ниспель заменил Либесмана на этом посту.
В 2008 году Либесман закончил свой третий полнометражный фильм под названием Комната смерти, где в главных ролях снялись Хлоя Севиньи, Ник Кэннон, Тимоти Хаттон и Петер Стормаре. Премьера фильм состоялась во внеконкурсной программе на кинофестивале Сандэнс в январе 2009 года.
В ноябре 2008 года Columbia Pictures объявила, что Либесман будет режиссёром научно-фантастического фильма Инопланетное вторжение: Битва за Лос-Анджелес. 70-миллионный фильм по сценарию Кристофера Бертолини рассказывает о том, как отряду морских пехотинцев приходится оборонять Лос-Анджелес от инопланетных захватчико.. Фильм заработал более 80 миллионов $ в американском кинопрокате. Общемировые сборы фильма составили более 200 миллионов $.
В июне 2010 года Либесман был назначен режиссёром продолжения Битвы Титанов под названием Гнев титанов, в главных ролях в котором снялись Сэм Уортингтон, Рэйф Файнс и Лиам Нисон. Съёмки проходили летом 2011 года в Лондоне, Южном Уэльсе и на Канарском острове Тенерифе.
В феврале 2012 года он начал переговоры, чтобы стать режиссёром фильма о Черепашках-ниндзя. В марте переговоры с Либесманом успешно завершились. Производством фильма занималась продюсерская компания Майкла Бэя Platinum Dunes.

## Фильмография
| Год  |     | Русское название                              | Оригинальное название                      | Роль                |
| ---- | --- | --------------------------------------------- | ------------------------------------------ | ------------------- |
| 2000 | кор | Рождение катастрофы                           | Genesis and Catastrophe                    | режиссёр, сценарист |
| 2003 | ф   | Темнота наступает                             | Darkness Falls                             | режиссёр            |
| 2005 | кор | Звонки                                        | Rings                                      | режиссёр, сценарист |
| 2006 | ф   | Техасская резня бензопилой: Начало            | The Texas Chainsaw Massacre: The Beginning | режиссёр            |
| 2009 | ф   | Комната смерти                                | The Killing Room                           | режиссёр            |
| 2011 | ф   | Инопланетное вторжение: Битва за Лос-Анджелес | Battle: Los Angeles                        | режиссёр            |
| 2012 | ф   | Гнев титанов                                  | Wrath of the Titans                        | режиссёр            |
| 2014 | ф   | Черепашки-ниндзя                              | Ninja Turtles                              | режиссёр            |
| 2016 | с   | Хроники Шаннары                               | The Shannara Chronicles                    | режиссёр            |